# Front Democràtic del Sudan del Sud
El Front Democràtic del Sudan del Sud o South Sudan Democratic Front (SSDF) és un partit polític del Sudan del Sud fundat el 23 de setembre del 2007 per la unió de la Força de Defensa del Sudan del Sud/South Sudan Defence Force (SSDF) de Gordon Kong, l'Aliança Democràtica Unida del Sudan del Sud/South Sudan United Democratic Alliance (SSUDA) de David de Chand, i el Fòrum Democràtic del Sudan del Sud/South Sudan Democratic Forum de Samuel Galuak, organitzacions que foren dissoltes (si bé la SSUDA i el Fòrum van seguir existint, ja que part dels seus membres van refusar la unió i va declarar expulsats als que hi van participar). La South Sudan Defence Force fou dissolta per ser un grup favorable al govern de Sudan.
El 2010 David de Chand encara declarava que el Sudan del Sud no estava preparat per la independència. De Chand vivia generalment als Estats Units. El partit tenia poca activitat i encara menys suport.